# Stephanolepis diaspros
Il monacanto reticolato (Stephanolepis diaspros) è un pesce di mare della famiglia Monacanthidae.

## Distribuzione
È presente nell'Oceano Indiano occidentale, nel golfo Persico e nel mar Rosso, da cui è penetrato nel mar Mediterraneo attraverso il canale di Suez diffondendosi ad ovest fino alla Sicilia ed alla Tunisia (migrazione lessepsiana). Nei mari italiani è abbastanza raro e si incontra più di frequente nelle acque pugliesi; negli ultimi anni le segnalazioni nei nostri mari sono nettamente aumentate.

Vive in acque basse, soprattutto in baie e cale riparate, dove le rocce cedono il posto alla sabbia ed alle praterie.

## Descrizione
Ha un aspetto caratteristico, abbastanza simile a quello del pesce balestra.
La prima pinna dorsale è formata da un solo raggio molto spesso ed appuntito, inserito sopra l'occhio. Il profilo superiore della testa è vistosamente concavo. La pinna caudale è arrotondata e percorsa da due bande scure. La pinna anale e la seconda pinna dorsale sono simmetriche ma quest'ultima porta il primo raggio morbido e vistosamente allungato. Sui fianchi, nella parte posteriore del corpo, c'è un'area coperta di squame spinose.

Il colore è brunastro o verdastro coperto da un reticolo chiaro.

Non supera i 20 cm.

## Alimentazione
Si ciba di invertebrati bentonici che cattura tra gli scogli.

## Pesca
Del tutto fortuita. Il pesce non viene consumato.